# Présinger Ádám
Présinger Ádám  (Pápa, 1989. január 26. –) magyar labdarúgó, U19-es európa bajnoki bronzérmes, és U20-as világbajnoki bronzérmes.

## Pályafutása
Hatévesen már a Győri ETO edzéseit látogatta. Fiatalon bekerült az U15-ös válogatottba, majd nem sokkal később leigazolta az MTK. A Sándor Károly Labdarúgó Akadémia neveltje. A magyar élvonalban már a Videoton színeiben mutatkozott be, mindjárt góllal. Korábban az MTK kölcsönadta az Integrál-DAC-nak és a Pécsnek is, utóbbi csapattal Ligakupa-döntős volt 2009-ben.  Tagja volt a 2008-as U19-es Eb- és a 2009-es U20-as vb-bronzérmes csapatnak is. A 2009-2010-es szezonban a Videoton csapatával ezüstérmet szerzett, bár az első csapatban csak kétszer kapott lehetőséget, jobbára a klub második csapatában szerepelt, igaz sérülések is hátráltatták. 2011-ben a tavaszi szezonra a Videoton kölcsönadta a Vasasnak.
2010. június 29-én szülővárosának csapatához, a Lombard Pápához igazolt. Itt négy idényen át szerepelt, többnyire alapemberként, majd 2014. június 25-én a Gyirmót FC csapatához igazolt.
A győri csapat játékosaként a 2015-2016-os szezonban bajnoki címet szerzett a másodosztályban. A Gyirmót újoncként egy idényt követően kiesett az élvonalból, Présinger 21 bajnoki mérkőzésen lépett pályára a 2016-2017-es szezonban. A kiesést követően is maradt a Gyirmót játékosa, miután szerződését egy plusz egy évre meghosszabbította. A 2017-2018-as szezonban 32 találkozón kétszer volt eredményes. 2018 nyarán két évvel meghosszabbította a szerződését. A 2018-2019-es idényben 33 bajnokin egy gólt szerzett a másodosztályban. 2019 nyarán újból meghosszabbította a szerződését. 2020 februárjában közös megegyezéssel távozott Gyirmótról, ahol 128 bajnoki mérkőzésen lépett pályára az ott töltött öt és fél éve alatt. Ezt követően a szintén másodosztályú Ajka csapatához írt alá.

## Sikerei, díjai
- 2008-as U19-es labdarúgó-Európa-bajnokság – Csehország: bronzérem
- 2009-es U20-as labdarúgó-világbajnokság – Egyiptom:bronzérem
- Pécsi MFC:
  - Magyar ligakupa-ezüstérmes:2009
- Videoton:
  - Magyar bajnoki ezüstérmes:2009-2010
- Gyirmót FC:
  - Másodosztályú bajnok: 2015-16